# Апостиль

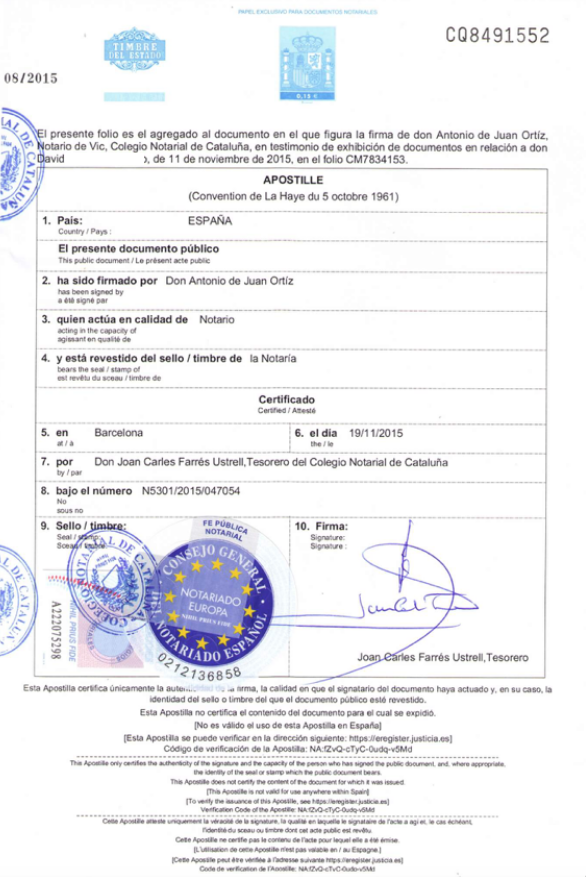
Апостиль офіційного світового рекорду, який демонструє легальність цієї організації в усьому світі

Карта країн, які визнають використання апостилю для легалізації публічних документів.

Апости́ль (від фр. apostille, що означає маргінальний або нижній запис, походить від латинського post illa, що означає «після цих [слів тексту]») — спеціальний штамп апостиляції, що засвідчує дійсність підписів, статусу осіб, печаток; підтвердження підписів і печаток на офіційних документах апостилем робить ці документи чинними в усіх країнах-учасницях Гаазької конвенції).
Апостиль — це міжнародне засвідчення, яке можна порівняти з нотаріальним засвідченням і може доповнювати місцеве нотаріальне засвідчення документа. Якщо Конвенція (Конвенція, що скасовує вимогу легалізації іноземних офіційних документів, 1961) застосовується між двома державами, то апостиль, виставлений державою походження, є достатнім для засвідчення документа і усуває необхідність подальшого засвідчення державою призначення.
Україна приєдналась до Гаазької Конвенції 10 січня 2002 року, Конвенція набула чинності 22 грудня 2003 року, відтак 112 (на даний час 126) держав-учасниць Конвенції відмовилися у відносинах із Україною від вимоги повної консульської легалізації офіційних документів, і перейшли на спрощену процедуру апостилювання.
Апостиль, окрім засвідчення дійсності підпису та компетенції особи, що підписала (видала) офіційний документ, також, в окремих випадках, засвідчує дійсність штампа або печатки, що скріплює документ. Апостиль може не використовуватися, якщо існують правові підстави, що скасовують або спрощують легалізацію документа виданого окремою державою.
Апостиль вписують на вимогу особи, що підписала документ, або будь-якого пред'явника документа.
Апостиль з запитом — отримання додаткової інформації від установи, що видала конкретний документ. Така інформація вимагається при вписуванні апостилю на документи певного типу, а її отримання збільшує термін вписаного апостилю. Необхідність запиту визначається лише спеціалістами під час безпосереднього ознайомлення з документами.

## Апостиль вписується
- На документах, які виходять від органів судової влади України.
- На документах, які виходять від органів прокуратури України, органів юстиції.
- На адміністративних документах.
- На документах про освіту та вчені звання.
- На документах, оформлених державними і приватними нотаріусами.
- На офіційних свідоцтвах, виконаних на документах, підписаних особами у їх приватній якості, таких як офіційні свідоцтва про реєстрацію документа або факту, який існував на певну дату, та офіційних і нотаріальних засвідченнях підписів.

## Апостиль не вписується
- На документах, виданих закордонними дипломатичними установами України.
- На адміністративних документах, що мають пряме відношення до комерційних або митних операцій.
- На документах, що мають характер листування.

Відповідно до наказу Міністерства закордонних справ України, Міністерства освіти і науки України та Міністерства юстиції України від 13 серпня 2014 року «Про внесення змін до Правил вписування апостиля на офіційних документах, призначених для використання на території інших держав» дозволяється вписувати апостиль на копіях (фотокопіях), засвідчених у нотаріальному порядку:
- Паспортних документах.
- Військових квитках.
- Трудових книжках.
- Дозволах на носіння зброї.
- Свідоцтвах про реєстрацію транспортних засобів (технічних паспортах).
- Посвідченнях особи.

## Договірні держави
На березень 2024 до Конвенції приєдналось 126 держав.

## Апостиль в Україні
З 3 травня 2025 року в Україні зросте вартість послуги проставлення апостиля, що підтверджує чинність офіційного документа за кордоном: для фізичних осіб - до 610 гривень, для юридичних осіб – до 1060 гривень.

### Застереження держав щодо України
Дві країни, Німеччина та Бельгія, скористалися своїм правом висловити заперечення проти приєднання України і далі не визнавали українських апостилів.
- Застереження Бельгії щодо дії Конвенції у правовідносинах з Україною знято з 05 липня 2004 року.
- Застереження Німеччини щодо дії Конвенції у правовідносинах з Україною знято з 22 липня 2010 року[2].

### Повноваження на вписування апостилю в Україні
Постановою Кабінету Міністрів України від 18 січня 2003 року № 61 повноваження на вписування апостилю надано:
- Міністерству юстиції України — на документах, що видаються органами юстиції, судами та оформляються нотаріусами України;
- Міністерству освіти і науки — на офіційних документах, виданих навчальними закладами, державними органами, підприємствами, організаціями, що стосуються сфери освіти і науки;
- Міністерству закордонних справ України — на всіх інших видах документів

### Зовнішній вигляд

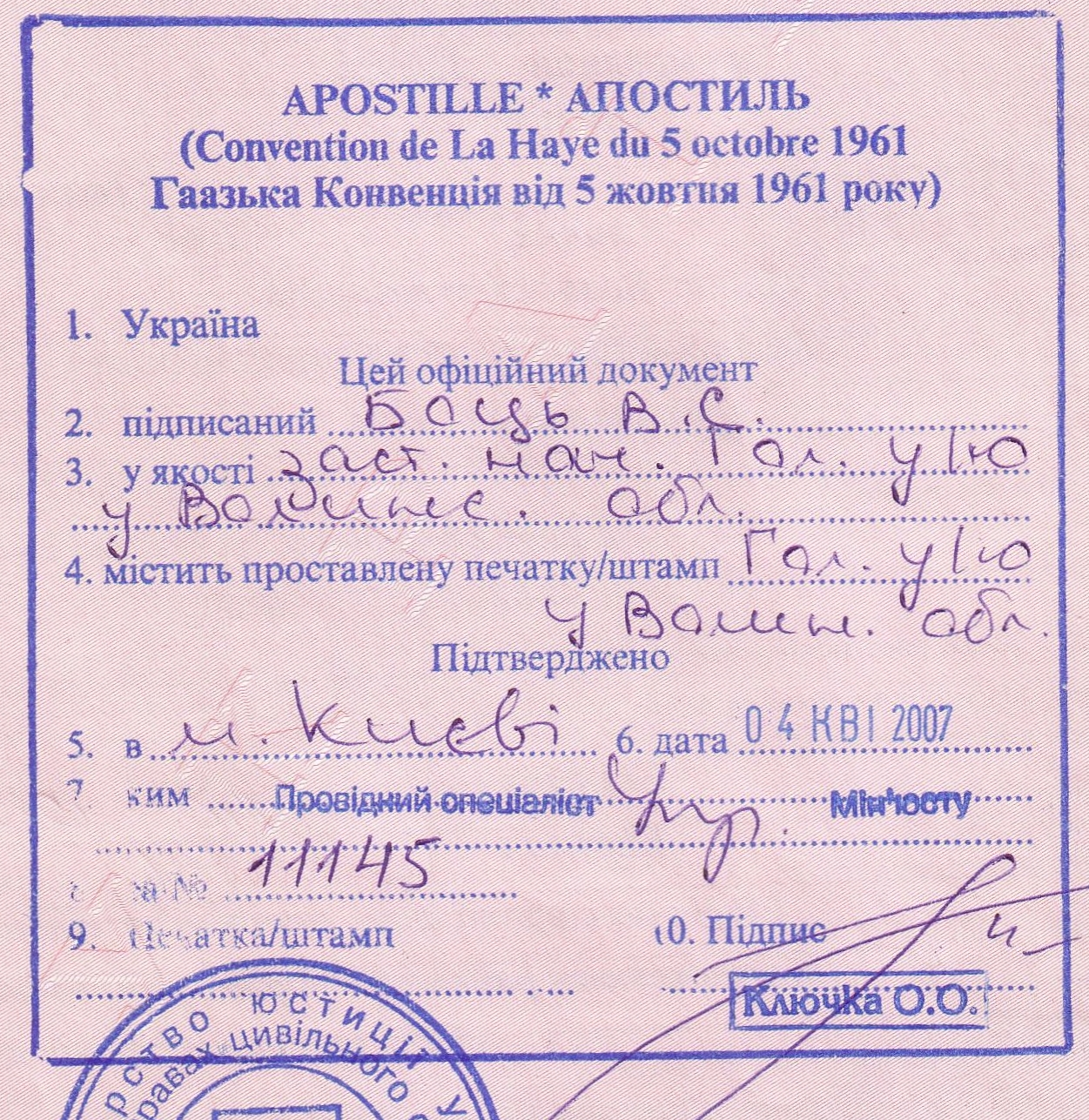
Зразок українського апостиля

Апостиль має форму квадрата зі стороною 10×10 см, в якому розміщують такий текст:

```
                       Apostille                        
                        Апостиль                        
        (Convention de La Haye du 5 octobre 1961        
       Гаазька Конвенція від 5 жовтня 1961 року)        
                                                        
1. Україна ____________________________________________ 
                                                        
                 Цей офіційний документ                 
2. підписаний _________________________________________ 
3. як _________________________________________________ 
_______________________________________________________ 
4. містить проставлену печатку / штамп ________________ 
                                                        
                      Підтверджено                      
                                                        
5. в _______________________ 6. дата __________________ 
7. ким ________________________________________________ 
_______________________________________________________ 
8. N ______________________                             
9. Печатка / штамп           10. Підпис                 
```